# 23ª Squadriglia
La 23ª Squadriglia del Servizio Aeronautico del Regio Esercito dal 10 aprile 1917 vola con aerei Savoia-Pomilio SP.2.

## Storia

### Prima guerra mondiale
La 23ª Squadriglia nasce nel febbraio 1917 al Campo di aviazione di Arcade diventando operativa su 10 Savoia-Pomilio SP.2 dal 10 aprile a Santa Maria la Longa nel I Gruppo al comando del Capitano osservatore Vincenzo Russo.
In agosto inizia a passare sui Savoia-Pomilio SP.3 ed il 1º agosto era sugli S.P.3 comandata dal Cap. osservatore Giovanni Trompeo.
Dopo la Battaglia di Caporetto ripiega con 4 aerei a Pordenone, il 29 ottobre va a Comina (Friuli-Venezia Giulia), il 30 ottobre ad Arcade dove riceve 2 aerei dalla 38ª, il 3 novembre all'Aeroporto di Brescia-Ghedi, il 5 novembre a Ponte San Pietro da dove riavanza a Bazzera (dove oggi c'è il parcheggio dell'Aeroporto di Venezia-Tessera) ed il 7 novembre a Marcon passando al V Gruppo.
Rimasta con 2 aerei passa al comando del Tenente osservatore Antonio Borla e dal 20 novembre del Cap. osservatore Vito Simoncelli.
Il 29 novembre il Ten. Giulio De Giorgis Russo hanno un incidente di volo nel quale Russo rimane ferito ed il 15 dicembre il comando interinale passa a De Giorgis che dispone di 3 piloti e 7 osservatori tra cui il Ten. Amerigo Manzini.
Il 1º gennaio 1918 è al comando del Cap. Simoncelli che dispone di 2 piloti ed altri 3 osservatori.
In febbraio dispone di un Savoia-Pomilio SP.4 e dei primi Pomilio PE ma il 21 febbraio un attacco aereo su Marcon danneggia tutti i velivoli.
Il 22 marzo si sposta a Medole per la 5ª Armata ed il 25 maggio all'Aeroporto di Istrana entrando nel XIX Gruppo per l'VIII Corpo d'Armata.
In giugno dispone di 8 piloti per 4 S.P3 che vanno in volo il 16 giugno su Nervesa della Battaglia sparando 1000 colpi e sganciando 60 bombe ed un aereo mitraglia con 450 colpi sulla strada di Conegliano una colonna di autocarri.
Rimasta con solo 2 aerei nell'ambito della Seconda battaglia del Piave svolge 16 ricognizioni per l'artiglieria e 13 bombardamenti sganciando 205 bombe e sparando 2.400 colpi.
Operando poi per l'8ª Armata lavora per il XXII Corpo d'Armata riceve il Pomilio PD doppio comando e 3 PE.
In estate dispone di 11 piloti, 7 osservatori e 12 allievi osservatori ma il 30 luglio il PE con a bordo Simoncelli precipita sul Montello (colle) ed il comando passa al Cap. Ernesto Valsecchi.
In agosto dopo vari incidenti sui PE vola sugli S.P.3, il 6 settembre il comando passa al Cap. Antonio Borla ed il 26 ottobre al Cap. Ferruccio Capuzzo.
Il settembre vola con 2 S.P.3 avendo anche 7 PE fino ad ottobre quando usa anche i PE.
Nell'ambito della Battaglia di Vittorio Veneto riceve 4 PE, 4 piloti e 4 osservatori disponendo quindi di 11 PE, 2 S.P.3, 15 piloti e 22 osservatori.
Il 30 ottobre 8 aerei mitragliano e bombardano mezzi sulla strada tra San Fior e Godega di Sant'Urbano e nella battaglia svolge 21 bombardamenti lanciando 315 bombe e sparando 3.160 colpi e 43 missioni ricognitive e di collegamento.
Nel 1918 svolge 239 voli di guerra.
Il 30 novembre 1918 si scioglie.

### Regia Aeronautica
Nel 1930 è ad Apollonia (Libia) con gli IMAM Ro.1 ed Ansaldo S.V.A. della Regia Aeronautica nell'Aviazione della Cirenaica e nel 1938 con gli Ro.1 e Caproni Ca.309 ad El-Adem (poi Base aerea Gamal Abd el-Nasser) nel 2º Gruppo Aviazione di Presidio Coloniale che al 10 giugno 1940 era nell'Aeronautica della Libia - Est con 3 CA 309.